# VV Rigtersbleek in het seizoen 1959/60
Het seizoen 1959/1960 was het zesde jaar in het bestaan van de Enschedese voetbalclub Rigtersbleek. De club kwam uit in de Eerste divisie A en eindigde daarin op de 16e plaats, dit betekende dat de club rechtstreekse degradeerde naar de Tweede divisie.

## Wedstrijdstatistieken

### Eerste divisie A
|       | BVV   | Excelsior | Fortuna | 't Gooi | GVAV  | Helmond | HVC   | KFC   | NOAD  | Stormvogels | SVV   | Veendam | Vitesse | De Volewijckers | Wageningen |
| ----- | ----- | --------- | ------- | ------- | ----- | ------- | ----- | ----- | ----- | ----------- | ----- | ------- | ------- | --------------- | ---------- |
| Thuis | 1 – 1 | 1 – 2     | 2 – 1   | 0 – 0   | 0 – 8 | 1 – 1   | 1 – 5 | 2 – 1 | 0 – 2 | 4 – 4       | 2 – 1 | 1 – 1   | 0 – 1   | 0 – 6           | 3 – 0      |
| Uit   | 4 – 1 | 2 – 1     | 4 – 2   | 4 – 2   | 2 – 2 | 1 – 2   | 3 – 2 | 3 – 0 | 3 – 1 | 4 – 1       | 4 – 0 | 1 – 1   | 0 – 2   | 6 – 1           | 2 – 2      |

## Statistieken Rigtersbleek 1959/1960

### Eindstand Rigtersbleek in de Nederlandse Eerste divisie A 1959 / 1960
| Stand | Gespeeld | Gewonnen | Gelijk | Verloren | Punten | Doelpunten voor | Doelpunten tegen |
| ----- | -------- | -------- | ------ | -------- | ------ | --------------- | ---------------- |
| 16e   | 30       | 6        | 8      | 16       | 20     | 38              | 77               |

### Topscorers
| Competitie \| # \| Naam \| \| \| ------ \| -------------------- \| -- \| \| 1. \| Gerrit Trooster \| 9 \| \| 2. \| Frans Olde Riekerink \| 7 \| \| 3. \| Herman Selderhuis \| 4 \| \| 3. \| Jan Tusveld \| 4 \| \| 5. \| Cor ter Beek \| 3 \| \| 5. \| Willy Schepers \| 3 \| \| 7. \| Rein de Klein \| 2 \| \| 7. \| Hennie Vrelink \| 2 \| \| 7. \| Jan Zwierink \| 2 \| \| 10. \| Ben van der Haar \| 1 \| \| 10. \| Hennie Nijhuis \| 1 \| \| Totaal \| Totaal \| 38 \| |                      |      |
| # | Naam                 | Goal |
| 1. | Gerrit Trooster      | 9    |
| 2. | Frans Olde Riekerink | 7    |
| 3. | Herman Selderhuis    | 4    |
| 3. | Jan Tusveld          | 4    |
| 5. | Cor ter Beek         | 3    |
| 5. | Willy Schepers       | 3    |
| 7. | Rein de Klein        | 2    |
| 7. | Hennie Vrelink       | 2    |
| 7. | Jan Zwierink         | 2    |
| 10. | Ben van der Haar     | 1    |
| 10. | Hennie Nijhuis       | 1    |
| Totaal | Totaal               | 38   |